# Manom
Manom település Franciaországban, Moselle megyében. Lakosainak száma 3074 fő (2022. január 1.). Manom Basse-Ham, Hettange-Grande, Thionville és Yutz községekkel határos.

## Népesség
A település népességének változása:
| Lakosok száma | 2054 | 1806 | 2624 | 2641 | 2550 | 2641 | 2872 | 2915 | 2947 | 3074 |
|               | 1968 | 1982 | 1990 | 2006 | 2013 | 2015 | 2017 | 2019 | 2020 | 2022 |